# 1,3-Dioxétanedione
Le composé organique 1,3-dioxétanedione (1,3-dioxacyclobutane-2,4-dione) est un hypothétique oxyde de carbone de formule C2O4. Il peut être considéré comme un dimère cyclique du dioxyde de carbone (CO2) ou comme la double cétone du 1,3-dioxétane.
Les calculs théoriques indiquent que ce composé est extrêmement instable à température ambiante (demi-vie de moins de 1,1 μs), mais peut-être stable à −196 °C.